# Gaël Le Bellec
Gaël Le Bellec (* 6. April 1988 in Yffiniac) ist ein ehemaliger französischer Radrennfahrer und Duathlet. Er ist dreifacher ITU-Weltmeister auf der Duathlon-Langdistanz (2014, 2015, 2018).

## Werdegang

### Radsport bis 2013
Gaël Le Bellec war bis 2013 im Radsport aktiv. Er startete bis 2012 im Radsportteam Team Raleigh-GAC.
Seit der Saison 2014 startet er als Triathlet für den Verein Pontivy Triathlon. Im Juni wurde er Französischer Meister auf der Duathlon-Langdistanz (7 km Laufen, 90 km Radfahren und 14 km zweiter Lauf).

### Weltmeister Duathlon-Langdistanz 2014, 2015 und 2018
Im September 2014 wurde der damals 26-Jährige bei seinem ersten Start auf der Langdistanz als erster Franzose in der Schweiz Duathlon-Weltmeister. 2015 konnte er diesen Erfolg nochmals wiederholen und seinen Titel erfolgreich verteidigen. Im Mai 2016 belegte er bei der Europameisterschaft auf der Duathlon-Langdistanz den fünften Rang.
Beim Powerman Zofingen wurde der damals 30-Jährige im September 2018 zum dritten Mal ITU-Weltmeister auf der Duathlon-Langdistanz. Er ist auch als Coach tätig und trainiert z. B. die französische Radsportlerin Coralie Demay (* 1992).
Seit 2019 tritt Gaël Le Bellec nicht mehr international in Erscheinung.

## Sportliche Erfolge
| Datum/Jahr    | Rang | Wettbewerb                                        | Austragungsort | Zeit     | Bemerkung                                                                               |
| ------------- | ---- | ------------------------------------------------- | -------------- | -------- | --------------------------------------------------------------------------------------- |
| 23. Feb. 2019 | 2    | Powerman Mallorca                                 | Can Picafort   | 02:41:19 | [ 5 ]                                                                                   |
| 2. Sep. 2018  | 1    | ITU Long Distance Duathlon World Championships    | Zofingen       |          | Duathlon-Weltmeisterschaft auf der Langdistanz beim Powerman Zofingen                   |
| 2017          | 4    | ITU Long Distance Duathlon World Championships    | Zofingen       |          |                                                                                         |
| 8. Mai 2016   | 5    | ETU Long Distance Duathlon European Championships | Kopenhagen     | 02:29:59 | Europameisterschaft Duathlon-Langdistanz                                                |
| 6. März 2016  | 3    | Powerman Malaysia                                 | Putrajaya      | 02:40:42 |                                                                                         |
| 6. Sep. 2015  | 1    | ITU Long Distance Duathlon World Championships    | Zofingen       | 06:20:36 |                                                                                         |
| 7. Sep. 2014  | 1    | ITU Long Distance Duathlon World Championships    | Zofingen       | 06:21:47 |                                                                                         |
| Juni 2014     | 1    | FRA Duathlon National Championships LD            | Cambrai        |          | Französischer Duathlon-Staatsmeister Langdistanz – neben Isabelle Ferrer bei den Frauen |

(DNF – Did Not Finish)

## Teams
- 2011 Team Raleigh (Großbritannien und Nordirland)
- 2013 Côtes d’Armor Cyclisme – Marie Morin (Frankreich)